# Triumfetta marunguensis
Triumfetta marunguensis är en malvaväxtart som beskrevs av Rudolf Wilczek. Triumfetta marunguensis ingår i släktet triumfettor, och familjen malvaväxter. Inga underarter finns listade i Catalogue of Life.